# Cristiano Dos Santos Rodrigues
Cristiano Dos Santos Rodrigues (Rio de Janeiro, 3 juni 1981) is een Braziliaanse voetballer. Hij verruilde in 2010 Adelaide United voor Tarxien Rainbows FC. Eerder speelde hij voor onder meer de Nederlandse club NAC, Roda JC en Willem II.
Cristiano voetbalde in eigen land voor hij naar Nederland kwam om voor NAC te voetballen. Hij kwam eenmaal in actie in het seizoen 1998/1999, waarin NAC degradeerde. In de eerste divisie kwam hij vervolgens 10 maal in actie en won hij het kampioenschap. Terug in de eredivisie kwam hij vaker in actie, in twee seizoenen speelde hij 59 wedstrijden en trof 16 maal doel. Samen met zijn ploeggenoot Sergio vertrok hij naar Roda JC, waar hij eveneens op een basisplaats kon rekenen, in drie seizoenen scoorde hij 30 keer in 78 wedstrijden. In de zomer van 2006 zon hij op een transfer naar het buitenland. Er meldde zich echter geen buitenlandse club, maar enkel ex-werkgever NAC en ADO Den Haag. Deze twee clubs konden niet aan de financiële eisen van de Braziliaan voldoen waarna hij bleef hopen op een buitenlandse club. Uiteindelijk kwam deze er ook, het Zwitserse FC Basel klopte aan en nam hem mee naar Zwitserland.
Hoewel Cristiano in het begin van het seizoen nog op veel speeltijd kon rekenen, belandde hij op de bank. Zijn situatie leek uitzichtloos te worden, totdat Willem II bij hem aanklopte. Willem II huurt hem per januari 2007 voor de rest van het seizoen en heeft een optie tot koop op hem bedongen. Aanvankelijk werd deze optie op verzoek van Cristiano zelf (privéredenen) niet gelicht, maar op 31 augustus, na het bekend worden van de transfer van Mounir El Hamdaoui naar AZ, tekende de Braziliaan toch een contract voor twee seizoenen met een optie voor nog een seizoen.

Erg succesvol was zijn tweede seizoen bij Willem II niet. Mede door blessures kwam hij maar tot 13 wedstrijden en 1 doelpunt. Technisch manager Andries Jonker maakte daarom bekend dat Cristiano in de zomer van 2008 transfervrij mocht vertrekken. Later zou hij een contract voor twee jaar tekenen bij het Australische Adelaide United.
In het seizoen 2010/11 speelde hij op Malta waar hij bij Tarxien Rainbows herenigd werd met Sergio. In 2011 keerde hij terug naar Australië waar hij bij White City Woodville in de South Australian Premier League ging spelen. In januari 2012 speelde hij een half jaar bij het Hondurese CD Olimpia.
Sinds medio 2012 is hij werkzaam bij de Football Federation of South Australia (FFSA) waar hij zaalvoetbal promoot en clinics geeft op scholen.